# Bọ ngựa hoa phong lan
Bọ ngựa phong lan (tên khoa học: Hymenopus coronatus) là loài bọ ngựa sống trong các khu rừng mưa của khu vực Đông Nam Á. Đây là một trong một số loài được biết đến như bọ ngựa hoa có vẻ bề ngoài và cả hành vi của chúng giống hệt như cánh hoa phong lan. Vì vậy, chúng được coi là một trong số những loài ngụy trang giỏi nhất trong thế giới các loài động vật.

## Mô tả
Loài này được đặc trưng bởi màu sắc rực rỡ và một cấu trúc mịn điều chỉnh ngụy trang, bắt chước các bộ phận của hoa phong lan. Bốn chân của chúng cũng giống hệt như những cánh hoa lan, trong khi các cặp chi trước có răng cưa giống như các loài bọ ngựa khác được sử dụng trong việc nắm bắt con mồi.
Bọ ngựa phong lan cho thấy một số dị hình lưỡng tính rõ rệt so với bất kỳ loài bọ ngựa nào khác, con đực có kích thước chỉ bằng một nửa so với con cái. Bọ ngựa phong lan được ưa chuộng bởi các nhà lai tạo côn trùng, nhưng chúng rất hiếm và đắt tiền. Chúng chỉ cần một khoảng không gian nhỏ, kiếm thức ăn là các côn trùng bay qua bằng cách ngồi và chờ đợi. Chúng có thể thay đổi được 90 màu sắc, giữa sắc hồng và nâu, tùy theo màu sắc của hoa lan. Con đực được cho là trưởng nhanh hơn so với con cái, trừ khi nhiệt độ hạ xuống 15-18 độ C. Con cái phát triển nhanh nhất ở nhiệt độ và độ ẩm cao từ 30 đến 55 C.
Ấu trùng giai đoạn đầu tiên giống với họ Reduviidae.
Chúng là loài ăn thịt, chủ yếu là các loài côn trùng khác. Trong phòng thí nghiệm, nó thích ăn các loài bướm.

## Phân bố
Loài này được tìm thấy trong các khu rừng mưa ở Đông Nam Á, bao gồm chủ yếu ở Malaisia và Indonesia. Chúng cũng được phát hiện là có mặt tại Việt Nam.

## Hình ảnh

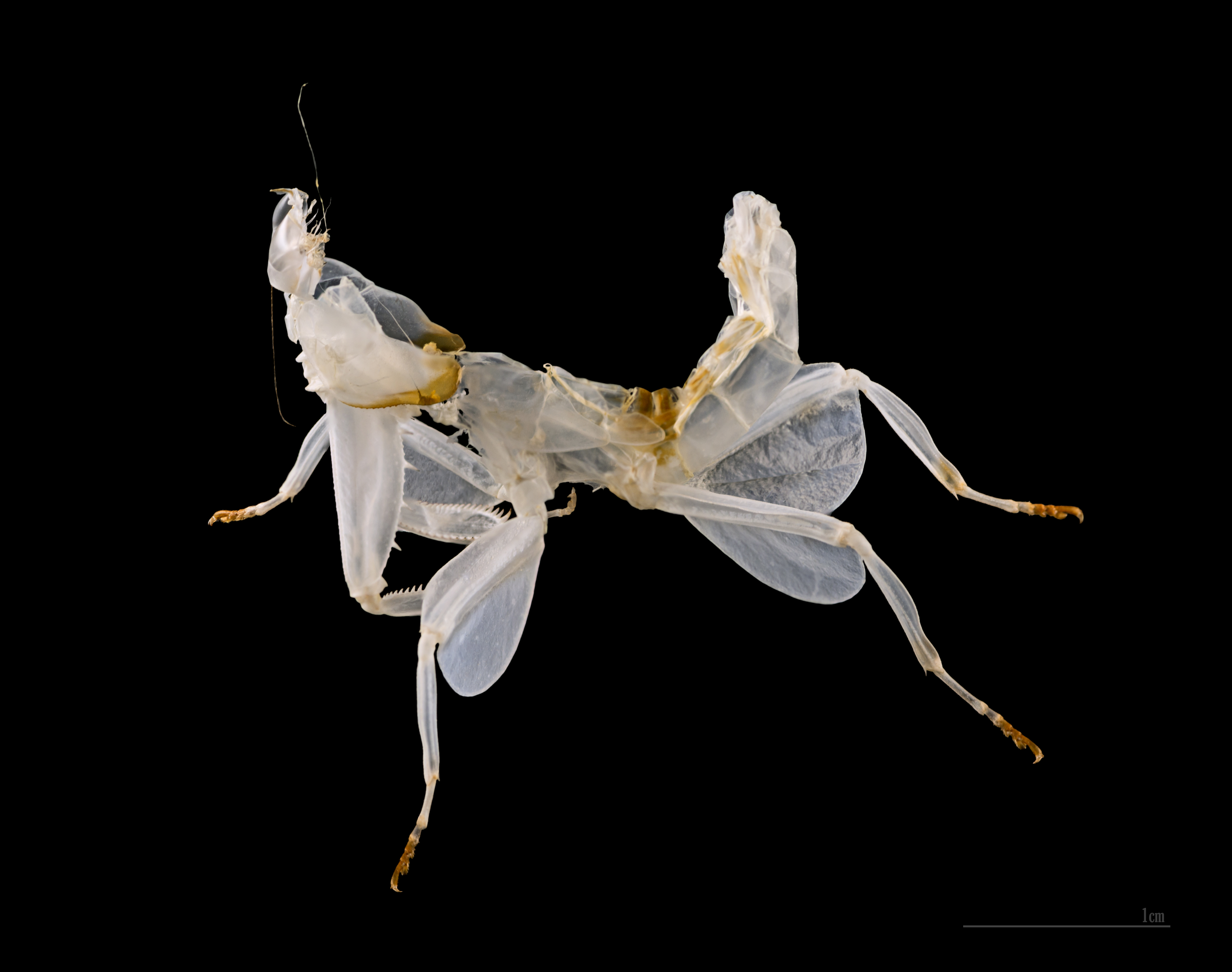
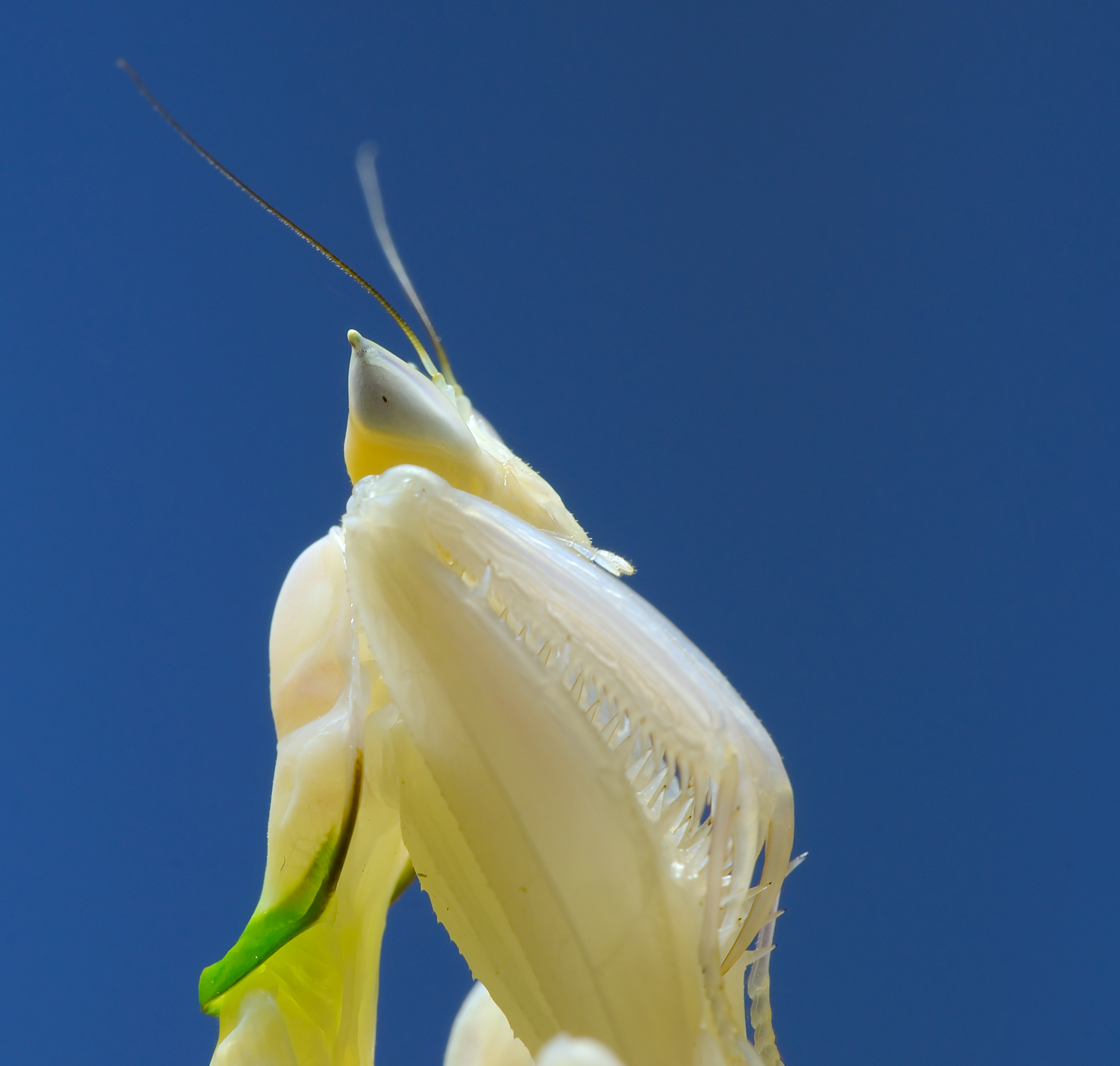
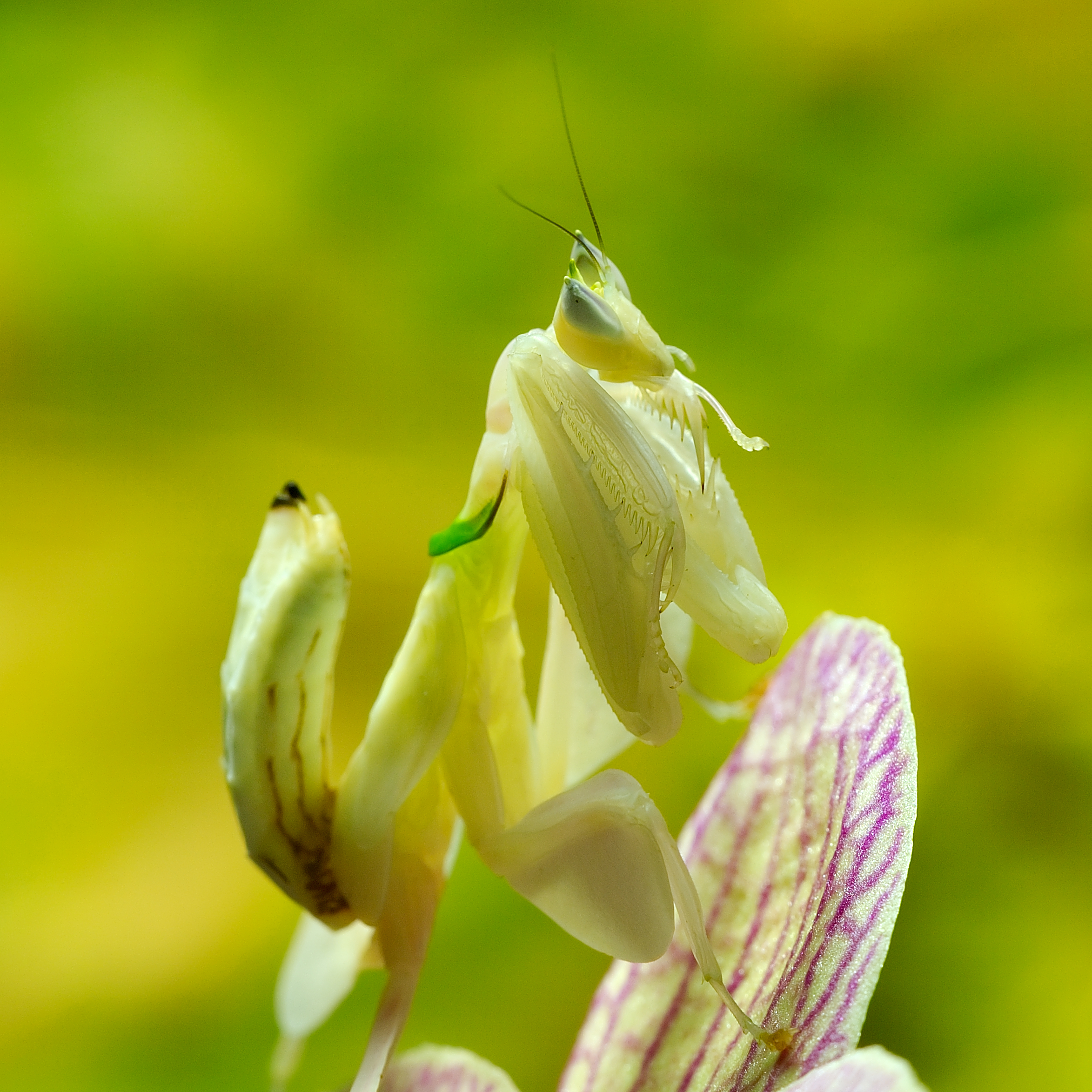
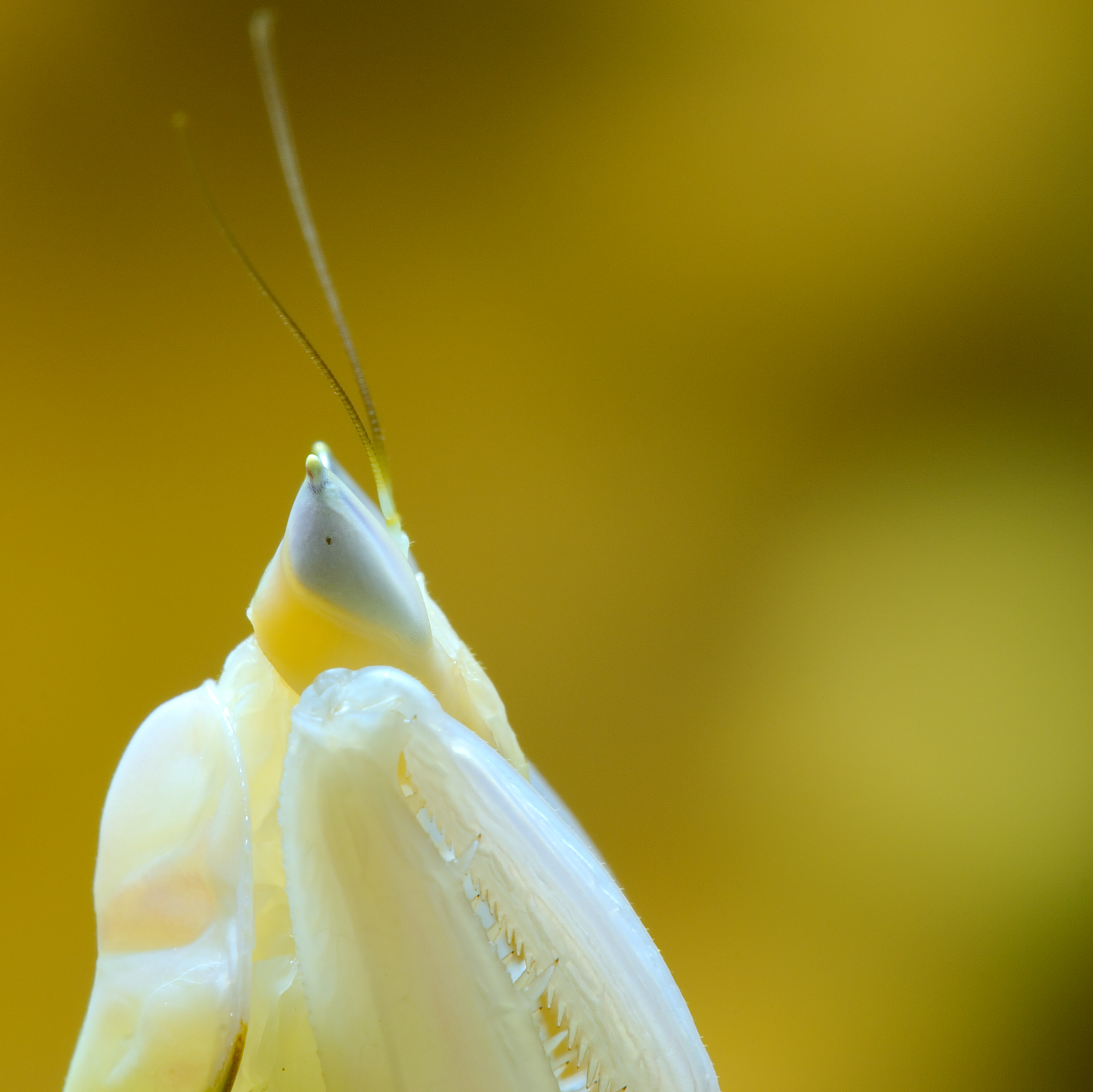
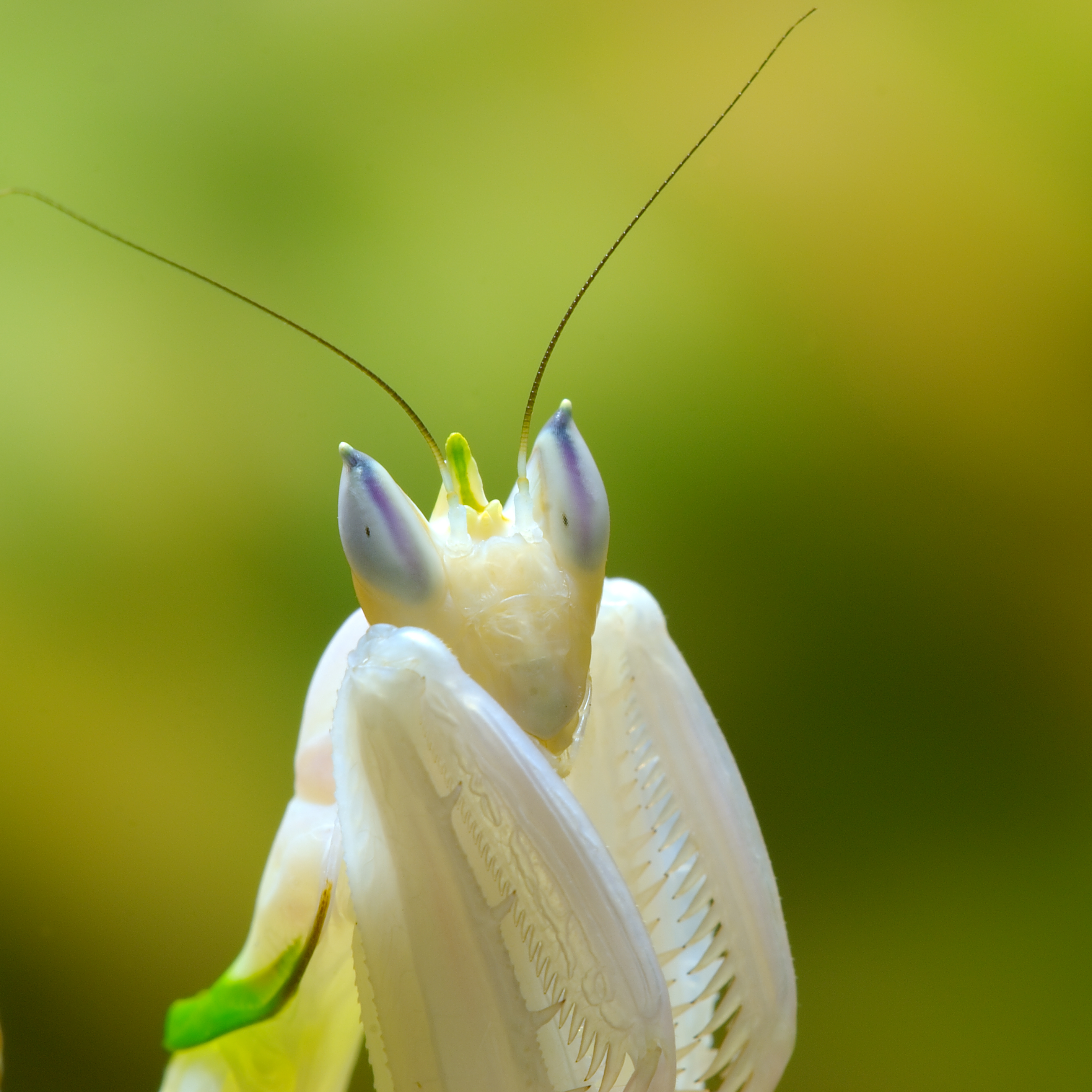
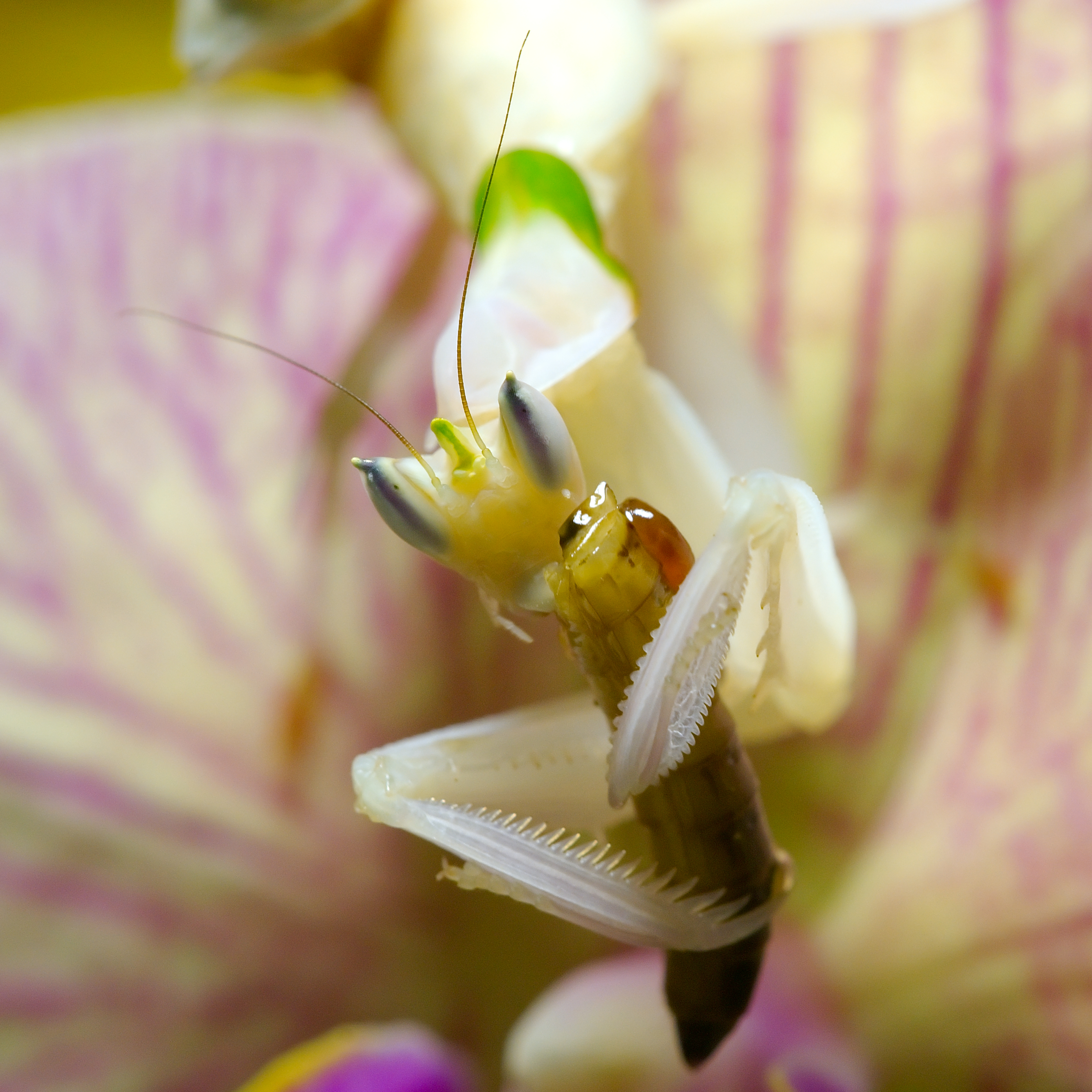
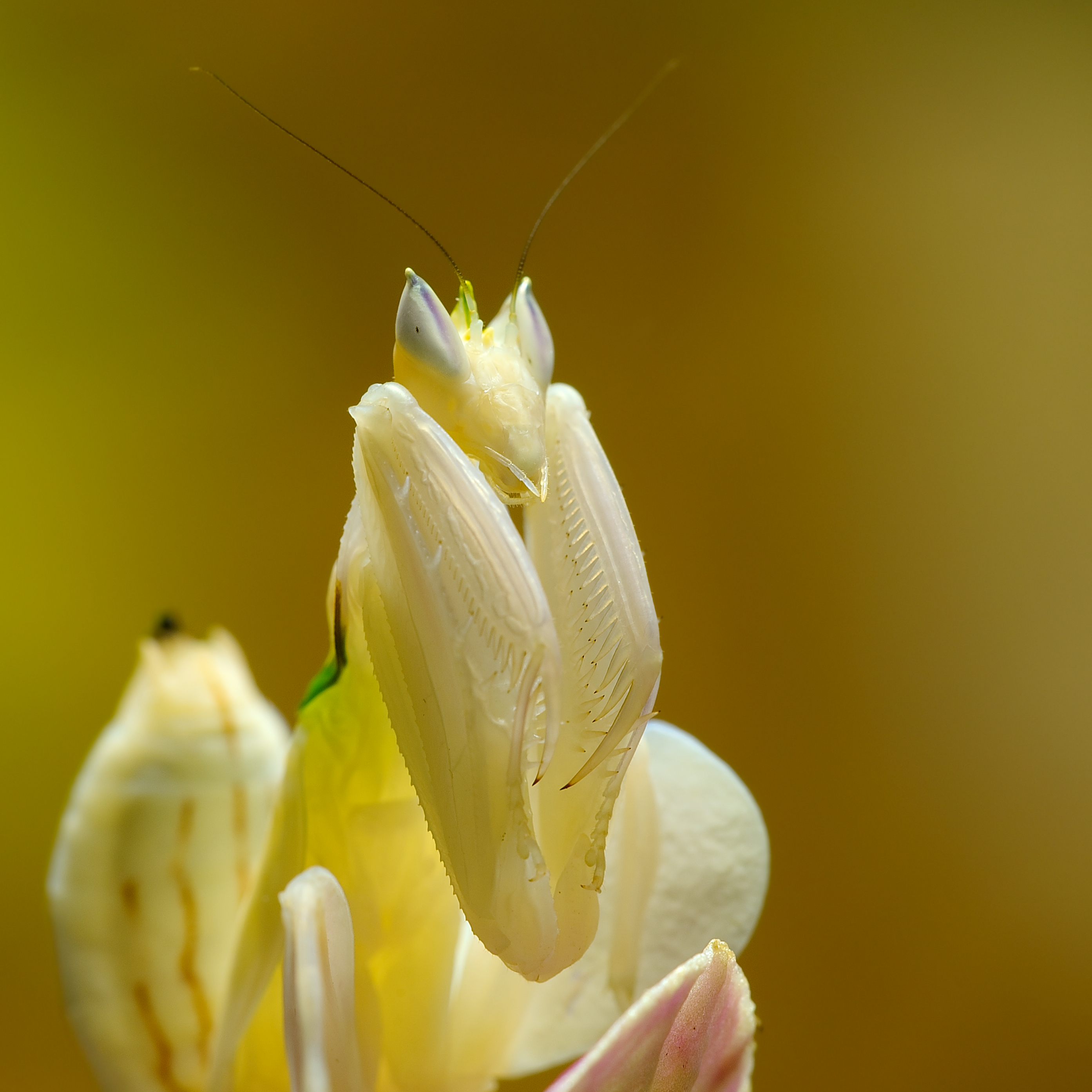

## Sách chuyên khảo
- Cott, Hugh Bamford (1940). Adaptive Coloration in Animals. London: Methuen.
- Poulton, Edward Bagnall (1890). The Colours of Animals: Their Meaning and Use, Especially Considered in the Case of Insects. Kegan Paul, Trench, Trübner. tr. 74–75.
- Prete, Frederick R (1999). The Praying Mantids. JHU Press. tr. 313.
- Wallace, Alfred Russel (1889). Darwinism: An Exposition of the Theory of Natural Selection, with Some of Its Applications . Macmillan. {{Chú thích sách}}: |format= cần |url= (trợ giúp)